# Steve Hofmeyr
Steve Hofmyer (ur. 29 sierpnia 1964 w Pretorii) – piosenkarz i aktor południowoafrykański, śpiewający w językach afrikaans i angielskim.

## Życiorys
Steve Hofmeyr w 1982 roku ukończył Grey College w Bloemfontein. Po dwóch latach obowiązkowej służby wojskowej studiował w Pretoria Technikon Drama School.
W 1997 roku zaistniał na scenie muzycznej w świecie, gdy nagrał w duecie z belgijską piosenkarką Daną utwór You Don’t Bring Me Flowers, który znalazł się w albumie True to You. Piosenka została również wykonana w języku niderlandzkim i zajęła w Belgii drugą pozycję w tmatejszym Top 100. Dana i Hofmeyr występowali razem w tournée w Belgii oraz w RPA.
Następnie w 2001 roku odbył tour po Afryce z Neilem Diamondem z programem zatytułowanym Beautiful noise. tournée okazało się sukcesem, sprzedano 224 koncerty, wydano też płytę pod takim tytułem.
W 2007 roku Steve Hofmeyr odwiedził Nową Zelandię, gdzie koncertował dla mieszkających tam Afrykanerów. Pojawił się również w show w miejscowej telewizji.

## Życie prywatne
W 1998 roku Steve Hofmeyr poślubił południowoafrykańską aktorkę Nataszę Sutherland; mają dwóch synów, Sebastiana (2001) i Benjamina (2003).

### Filmy
- Kampus (rola pierwszoplanowa)
- Agter Elke Man (rola pierwszoplanowa)
- No Hero (rola pierwszoplanowa)
- A Case of Murder jako Jack Norkem

### Telenowele
- Guillam Woudberg
- Agter Elke Man
- Egoli
- 7de Laan

### Prezenter telewizyjny
Dis-hoe-dit-is met Steve (Kyknet TV-show)

### Poezja
- Valkuns

### Książki
- Jêmbekseep (2007)
- Mense van my asem – Zebra Press (2008) (autobiografia)
- Vier briewe vir Jan Ellis – Zebra Press

### Albumy
- Beautiful Noise
- Decade of Steve Hofmeyer
- Desertbound
- Die Bok Kom Weer
- Die Treffers – The Hits
- Engele Om Ons
- Grootste Treffers Vol.2
- Laurika Rauch and Steve Hofmeyr
- Only Me
- Southern Cross
- Steve
- Toeka
- Toeka 2
- Tribute
- Tribute – Vol.2
- True To You
- Grootste Platinum Treffers